# Liste der Bischöfe von Bacău
Die folgenden Personen waren Bischöfe von Bacău (Rumänien):
| Name                           | Zeit      |
| ------------------------------ | --------- |
| Walerian Lubieniecki           | 1611–1617 |
| Adam Goski                     | 1618–1627 |
| Mikołaj Gabriel Fredro         | 1627–1631 |
| Jan Zamoyski                   | 1631–1649 |
| Jan Mikołaj Lubrański          | 1649–1710 |
| Stanisław Franciszek Biegański | 1698–1709 |
| Jan Lubieniecki                | 1710–1714 |
| Stanisław Rajmund Jezierski    | 1737–1782 |
| Ignacy Franciszek Ossoliński   | 1782–1784 |
| Dominik Piotr Karwosiecki      | 1784–1789 |